# شورای فرهنگ عمومی
شورای فرهنگ عمومی کشور زیر مجموعه‌ای از شورای عالی انقلاب فرهنگی ایران است. رئیس این شورا وزیر فرهنگ و ارشاد اسلامی می‌باشد.

## اعضا
| ردیف | عنوان                                                                  |
| ---- | ---------------------------------------------------------------------- |
| ۱    | وزیر فرهنگ و ارشاد اسلامی                                              |
| ۲    | وزیر کشور یا معاون                                                     |
| ۳    | وزیر اطلاعات یا معاون                                                  |
| ۴    | وزیر آموزش و پرورش یا معاون                                            |
| ۵    | رئیس سازمان تبلیغات اسلامی                                             |
| ۶    | رئیس سازمان صدا و سیما یا معاون                                        |
| ۷    | رئیس کمیسیون ارشاد و هنر مجلس شورای اسلامی                             |
| ۸    | وزیر ورزش و جوانان                                                     |
| ۹    | رئیس سازمان میراث فرهنگی                                               |
| ۱۰   | رئیس یا معاون فرهنگی جهاد دانشگاهی                                     |
| ۱۱   | رئیس دانشگاه آزاد اسلامی یا معاون مربوط                                |
| ۱۲   | رئیس شورای فرهنگی و اجتماعی زنان                                       |
| ۱۳   | دبیر شورای عالی جوانان یا رئیس مرکز ملی جوانان                         |
| ۱۴   | نمایندهٔ تام‌الاختیار مرکز رسیدگی به امور مساجد                          |
| ۱۵   | دبیر ستاد هماهنگی و نظارت بر کانون‌های فرهنگی ـ هنری مساجد              |
| ۱۶   | رئیس نهاد نمایندگی ولی فقیه در دانشگاه‌ها یا معاون مربوط                |
| ۱۷   | شهردار تهران                                                           |
| ۱۸   | رئیس شورای سیاست‌گذاری ائمهٔ جمعهٔ سراسر کشور                             |
| ۱۹   | یک نفر از شخصیت‌های حوزهٔ علمیهٔ قم به پیشنهاد شورای مدیریت حوزهٔ علمیهٔ قم |
| ۲۰   | یک نفر از شخصیت‌های دانشگاهی به پیشنهاد وزیر علوم                       |
| ۲۱   | یک نفر از شخصیت‌های فرهنگی به پیشنهاد وزیر فرهنگ و ارشاد اسلامی         |
| ۲۲   | دبیر شورای عالی انقلاب فرهنگی                                          |
| ۲۳   | رئیس شورای سیاست‌گذاری ائمهٔ جمعهٔ سراسر کشور                             |
| ۲۴   | یک نفر از شخصیت‌های حوزهٔ علمیهٔ قم به پیشنهاد شورای مدیریت حوزهٔ علمیهٔ قم |
| ۲۵   | یک نفر از شخصیت‌های دانشگاهی به پیشنهاد وزیر علوم                       |
| ۲۶   | رئیس شورای عالی استانهای کشور                                          |

## دوره‌های مختلف
| ردیف | رؤسای دوره            | دبیران دوره               |
| ---- | --------------------- | ------------------------- |
| ۱    | سید محمد خاتمی        | جلال رفیع                 |
| ۲    | علی لاریجانی          | حسن سبحانی                |
| ۳    | سید مصطفی میرسلیم     | حسن سبحانی                |
| ۴    | سید عطاءالله مهاجرانی | احمد مسجدجامعی            |
| ۵    | احمد مسجدجامعی        | محمدحسین ایمانی           |
| ۶    | محمدحسین صفارهرندی    | منصور واعظی               |
| ۷    | سید محمد حسینی        | منصور واعظی               |
| ۸    | علی جنتی              | سید حسین شاهمرادی         |
| ۹    | سید رضا صالحی امیری   | سید حسین شاهمرادی         |
| ۱۰   | سید عباس صالحی        | سید محمدرضا موالی‌زاده     |
| ۱۱   | محمدمهدی اسماعیلی     | سید مجید امامیعاطفه خادمی |
| ۱۲   | سید عباس صالحی        | قادر آشنا                 |

## اهم وظایف
۱. بررسی جوانب فرهنگی موجود در ملل مختلف جهان، و مقایسه با شرایط کنونی کشور
۲. برنامه‌ریزی و بازنگری کلیهٔ مناسبات فرهنگی موجود در کشور، و معین نمودن راه‌حل‌های مناسب در امور نقاط ضعف و قوت فرهنگی
۳. تمکین از دستورها، سیاست‌ها و برنامه‌ریزی‌های انجام شده از سوی شورای عالی انقلاب فرهنگی
۴. قابلیت ایده‌پردازی، ایجاد برنامه‌هایی جهت تنظیم و یکسان‌سازی فعالیت‌های فرهنگی و هنری در سازمان‌های مرتبط
۵. گسترش و پشتیبانی از دستگاه‌های اجرایی و دولتی در زمنیه ارتقای فرهنگ عمومی کشور
۶. بازبینی و نگرش آثار فرهنگی در زمینهٔ سیاست‌ها، طرح‌ها و برنامه‌های اقتصادی و اجتماعی به منظور عدم مغایرت با سیاست فرهنگی کشور